# Нахвальское
Нахва́льское — село в Сухобузимском районе Красноярского края, административный центр Нахвальского сельсовета.

## География
Расположено село в 80 км к северу-востоку от краевого центра — города Красноярска, в 26 км от райцентра — села Сухобузимского, на реке Бузиме, в 8 км от её устья в урочище Нахвальском.
Предположительно, раннее здесь находилось русло Енисея.

## История
Основано село было в 1650-60 годах казаками Черкашиными и Горбуновыми.
В 1930 году в селе было организовано коллективное хозяйство колхоз «Новый путь». С организацией колхозов появилась необходимость в обслуживании техники. В 1934 году в двух километрах от Нахвалки, на Увале, построили МТС.
В 1955 году на базе колхозов из сёл Берег Таскино, Малого Нахвальского, Нахвалки, Высотино, Седельниково, Малиновки, Кекура, Абакшино, Большого Балчуга, Хлоптуново, Подпорога, Ново-Николаевки, Усть-Кана был образован совхоз «Горский» с хозяйственным центром в селе Нахвальском.
В 1992 году совхоз «Горский» преобразовался в АО «Горский».

## Население
| 2010 |
| ---- |
| 401  |

## Транспорт
Связь с райцентром осуществляется автодорогой районного значения (2,3 категория) «Сухобузимское – Нахвальское – Берег Таскино»

## Образование, Здравоохранение, Культура
В селе имеются: средняя общеобразовательная школа, сельский Дом культуры, библиотека и фельдшерско-акушерский пункт.